# Утакмице фудбалске репрезентације Мађарске 1901.
Током 1901. године Фудбалска репрезентација Мађарске одиграла је пет утакмице. Један против Ричмонда, два против Сереја Вондерерса и две против репрезентације Беча. Ове утакмице се не сматрају званичним утакмицама. Занимљиво је да Виндет, који је играо у првом мечу, чак није био ни мађарски држављанин.
Савезни капетан репрезентације је био Ференц Стобе. О овом периоду назив за селекора је био капетан.

## Утакмице
| Мађарска | 0 : 4 (0 : 1) | Ричмонд АФК |
| -------- | ------------- | ----------- |
|          | Извештај      | ?           |

| Мађарска    | 1 : 5 (? : ?) | Сереј Вондерерс |
| ----------- | ------------- | --------------- |
| Јене Шабиан | Извештај      | ?               |

| Мађарска     | 1 : 6 (? : ?) | Сереј Вондерерс |
| ------------ | ------------- | --------------- |
| Ференц Мишки | Извештај      | ?               |

| Будимпешта | 0 : 0    | Беч |
| ---------- | -------- | --- |
|            | Извештај |     |

| Беч                        | 2 : 3 (2 : 1) | Будимпешта                             |
| -------------------------- | ------------- | -------------------------------------- |
| Хибл 20’ · Паул Зендер 42’ | Извештај      | 23’ 89’ Миндер (Н. Отер?) · 78’Покорни |

Састав репрезентације Мађарске на утакмици против Ричмонд АФК
Ђула Бадоњи, Карољ Луциус, Пал Голбергер, Бела Ордоди, Фред Виндет, Имре Пожоњи, Нандор Кох, Ференц Жилмо, Милтиадес Мано, Ференц Мишки, Ференц Реј

## Играчи репрезентације
| - Ђула Бадањи - Карољ Луциус - Бела Ордоди - Имре Пожоњи - Нандор Кох - Ференц Гилемот - Мано Милтиадес - Ференц Рај - Алфред Хајош |